# لیتل دانمو
لیتل دانمو (به انگلیسی: Little Dunmow) یک روستا و محله مدنی در بریتانیا است که در آتلزفورد واقع شده‌است. لیتل دانمو ۲۸۴ نفر جمعیت دارد.